# Giuseppe Nocco
Giuseppe Onorato Benito Nocco (Santeramo in Colle, 11 febbraio 1939) è un politico italiano.

## Biografia
Politico è stato anche esponente di Forza Italia, venendo eletto senatore nella XIV.